# Eigener Feld
Eigener Feld ist eine Ortslage im Solinger Stadtteil Wald. Am Eigener Feld befindet sich das Schulzentrum Vogelsang, bestehend aus Realschule und Gymnasium Vogelsang.

## Lage und Beschreibung
Eigener Feld liegt im Grenzgebiet der beiden Solinger Stadtteile Wald und Gräfrath zwischen dem Schulzentrum Vogelsang und seinen Außensportanlagen im Süden sowie dem Demmeltrather Bach im Norden. Der Bach verläuft im Norden von Eigener Feld in einem kleinen Bachtal. Er entspringt am Zentral und verläuft dann, zum Teil verrohrt, über Heide, Demmeltrath und Eigener Feld, ehe er im Dültgenstal in den Lochbach mündet. Westlich von Eigener Feld liegt Strauch mit dem alten Walder Bahnhof und dem gleichnamigen Gewerbegebiet. Im Osten befindet sich der Wohnplatz Vogelsang.
Die Ortslage Eigener Feld besteht lediglich aus dem ehemaligen Bauernhaus (Eigener Feld 1, 2) und den dahinter liegenden Nebengebäuden.

## Etymologie
Der Ortsname deutet auf ein bei der Hofschaft Eigen befindliches Feld hin, also eine Ackerfläche.

## Geschichte
Die Ortslage Eigener Feld entstand vermutlich erst um 1800. Die Topographische Aufnahme der Rheinlande von 1824 verzeichnet den Ort bereits als Eigener Feld, ebenso wie die Preußische Uraufnahme von 1844. In der Topographischen Karte des Regierungsbezirks Düsseldorf von 1871 ist der Ort hingegen nicht verzeichnet. In der Preußischen Neuaufnahme von 1893 ist der Ort als Eigenerfeld verzeichnet. 
Nach Gründung der Mairien und späteren Bürgermeistereien Anfang des 19. Jahrhunderts gehörte Eigener Feld zur Bürgermeisterei Wald, dort lag er in der Flur III. (Scheid). 1815/16 lebten elf, im Jahr 1830 ebenfalls elf Menschen im als Weiler bezeichneten Eignerfeld. 1832 war der Ort Teil der Zweiten Dorfhonschaft innerhalb der Bürgermeisterei Wald. Der nach der Statistik und Topographie des Regierungsbezirks Düsseldorf als Hofstadt kategorisierte Ort besaß zu dieser Zeit zwei Wohnhäuser und zwei landwirtschaftliche Gebäude. Zu dieser Zeit lebten 17 Einwohner im Ort, allesamt evangelischen Bekenntnisses. Die Gemeinde- und Gutbezirksstatistik der Rheinprovinz führt den Ort 1871 mit zwei Wohnhäusern und 15 Einwohnern auf. Im Gemeindelexikon für die Provinz Rheinland von 1888 werden für Eigenerfeld zwei Wohnhäuser mit elf Einwohnern angegeben. 1895 besitzt der Ortsteil zwei Wohnhäuser mit 18 Einwohnern, 1905 werden zwei Wohnhäuser und 16 Einwohner angegeben.
Mit der Städtevereinigung zu Groß-Solingen im Jahre 1929 wurde Eigener Feld ein Ortsteil Solingens. Beim Bau des größten Schulstandortes der Solinger Nachkriegsgeschichte griff man in den 1970er Jahren auf die Feldflur des Eigener Feldes zwischen dem Hof, Vogelsang und dem Botanischen Garten Solingen zurück. Der Grundstein für das spätere Schulzentrum Vogelsang wurde 1977 gelegt. Zwei Jahre später wurde das Schulhaus eingeweiht, das neben einem Gymnasium auch einer Realschule Platz bietet. 
Auf einer ehemaligen Müllkippe und späteren Mulchanlage zwischen Demmeltrath und Eigener Feld wurde im Jahre 1997 als neue Querverbindung zwischen dem Frankfurter Damm und Demmeltrath die Carl-Ruß-Straße angelegt, die nach dem Walder Ehrenbürger Carl Ruß benannt wurde. Nach der Verlagerung der Mulchanlage an den Standort Bärenloch durch die damaligen Entsorgungsbetriebe Solingen im Jahre 2003 lag die ehemalige Mulchanlage jahrelang brach. Das Gelände erwarb im Jahre 2016 ein ortsansässiger Autohändler, der an diesem Standort ein Autohaus errichtete.